# MUSIC LAUNCHER
『MUSIC LAUNCHER』（ミュージック・ランチャー）は、音楽制作会社ビーイングと千葉テレビ放送（チバテレ）の制作で、2012年4月から2016年3月まで全国23局ネットで放送していた、30分の音楽情報番組。

## 概要
約4年間続いた『MUSIC FOCUS』の後継番組として放送を開始した音楽情報番組。番組全体のMCとして、チャンカワイ（Wエンジン）を起用。
前番組同様、主にB'z・倉木麻衣・ZARD・新山詩織・BREAKERZなどのビーイング所属アーティストを筆頭に様々なアーティストの情報を伝えている。番組の序盤と終盤には、下記のミニコーナーが放送され、ビーイング所属アーティストの情報は番組中盤で放送される。
2016年3月で、『MUSIC FOCUS』同様に4年にわたる放送を終了。これにより、2005年1月の『MU-GEN』放送開始以来続いていたビーイング・チバテレ制作の音楽番組（および、チバテレ水曜24時台の枠）自体も11年3か月の歴史に幕を閉じた。チバテレの24時台は2016年4月以降、引き続きチバテレ制作ではあるが、6次元アニメーションとの共同制作で、アイドルやアニメオーディションなどを中心とした『アイドルパーティー』が放送される（一部局は、当番組を放送していた枠で引き続き『アイドルパーティー』を放送する）。
なお、ビーイング制作枠自体はテレビからFMラジオのbayfmへ移動し『B-Sound Station』を2016年4月に開始した。また、J-POPを中心とした当番組とは異なり演歌番組ではあるが、チバテレ制作のビーイング音楽番組として、ビーイング所属の演歌歌手である新浜レオンの冠番組『はじめまして! 僕、新浜レオンです!!』が2019年5月に放送開始している。

## 主なコーナー
- チャンカワイのミュージックアカデミー

番組序盤と終盤で放送。トークゲストの曲の歌詞を、チャンカワイが解説する。恋愛に関する歌詞があると、チャンカワイの代表的ギャグである「惚れてまうやろー!」と言うことがある。トークゲストは、家入レオなどビーイング以外の歌手が出演することもある。
- USEN STREET RECOMMEND

1ヶ月間、特定のアーティストを特集したコーナー。
- アメドジ!

ドッジボールを題材にしたミニドラマで、撮影はiPhoneで行われている。
- くびれ3姉妹

落花生をモチーフにした3姉妹を題材にしたショートアニメ。ただし、3姉妹のうち末っ子は落花生ではなくゆで卵である。ちなみにテーマソングを歌っているのは川島だりあ。
- 猫のダヤン

2014年5月から2015年4月まで放送されたコーナーアニメ。本番組以外ではTOKYO MX、MUSIC JAPAN TVにて単独番組として放映する。
- KNOCK OUT MONKEYのeveryday everynight

KNOCK OUT MONKEYのメンバーがライブで日本中を駆け回り、各地の写真を撮影して、地方の特色を見せつつメンバーの素の表情を披露する。 エッジの効いた一番いい写真を、アシスタントの麻亜里が決めて、順位を競う。
- にゅるにゅる!!KAKUSENくん2期

2015年5月から同年8月まで放送されたコーナーアニメ。本番組以外ではBS11にて単独番組として放映する。なお第1期は読売テレビ、TOKYO MXにて単独番組として放映。
- La PomPonだぽん!

アイドルグループLa PomPonの6人が、チャンとともに、日本一のグループになるべく、様々なゲームや企画に挑戦していく奮闘記。
- 近藤房之助のEverybody got the BLUSE

2015年10月から。近藤房之助がギター1本でブルースの妙技を披露。まれにゲストにブルーハーツのメンバーなどを呼ぶ。

## マスコットキャラクター
番組のマスコットキャラクター。オープニングタイトルやアイキャッチに登場する他、トークコーナにおいて合いの手などを入れる役割も担当する。
パープル・バニー(声：桜木アミサ)
初代マスコット。放送開始～2013年3月まで担当。
ブラッディー・バニー(声：井澤詩織)
2代目マスコット。2013年4月～2014年4月まで担当。
ボンボリン(声：津久井彩文)
3代目マスコット。2014年5月～番組終了まで担当。

## 歴史
- 2012年
  - 4月4日 - 制作局のチバテレで放送開始（当初は全国22局ネット）。
  - 5月2日 - ミヤギテレビでネット開始し、全国23局ネットとなる。
- 2014年
  - 10月6日 - 東海広域局でのCBCテレビでネット開始。これに伴い、エリアが重複する三重テレビでの放送は9月30日の放送分をもって終了となるがぎふチャンでは引き続き放送される。
  - 12月26日 - スポンサー無しで放送を継続していたぎふチャンでも終了。これにより東海広域エリアはCBCテレビのみとなる。
- 2016年3月30日 - 制作局のチバテレで放送終了。

## ネット局・放送時間
放送時間は、番組終了時のもの。

### 地上波
| 放送対象地域   | 放送局                   | 系列                          | 放送日時           | 遅れ      |
| -------------- | ------------------------ | ----------------------------- | ------------------ | --------- |
| 千葉県         | チバテレ（CTC）制作局    | JAITS                         | 水曜 24:00 - 24:30 | 本放送    |
| 京都府         | KBS京都（KBS）           | JAITS                         | 水曜 25:30 - 26:00 | 90分遅れ  |
| 長野県         | 信越放送（SBC）          | TBS系列                       | 水曜 25:45 - 26:15 | 105分遅れ |
| 高知県         | 高知放送（RKC）          | 日本テレビ系列                | 水曜 25:54 - 26:24 | 114分遅れ |
| 宮城県         | ミヤギテレビ（MMT）      | 日本テレビ系列                | 水曜 25:59 - 26:29 | 119分遅れ |
| 愛媛県         | あいテレビ（ITV）        | TBS系列                       | 木曜 25:34 - 26:04 | 1日遅れ   |
| 新潟県         | 新潟放送（BSN）          | TBS系列                       | 金曜 25:50 - 26:20 | 2日遅れ   |
| 埼玉県         | テレ玉（TVS）            | JAITS                         | 土曜 26:30 - 27:00 | 3日遅れ   |
| 福島県         | テレビユー福島（TUF）    | TBS系列                       | 日曜 24:50 - 25:20 | 4日遅れ   |
| 島根県・鳥取県 | 山陰放送（BSS）          | TBS系列                       | 日曜 24:50 - 25:20 | 4日遅れ   |
| 岡山県・香川県 | 山陽放送（RSK）          | TBS系列                       | 日曜 24:50 - 25:20 | 18日遅れ  |
| 奈良県         | 奈良テレビ（TVN）        | JAITS                         | 日曜 25:30 - 26:00 | 4日遅れ   |
| 岩手県         | テレビ岩手（TVI）        | 日本テレビ系列                | 月曜 25:24 - 25:54 | 5日遅れ   |
| 大分県         | テレビ大分（TOS）        | 日本テレビ系列 フジテレビ系列 | 月曜 25:49 - 26:19 | 5日遅れ   |
| 北海道         | 札幌テレビ（STV）        | 日本テレビ系列                | 月曜 26:09 - 26:39 | 5日遅れ   |
| 中京広域圏     | CBCテレビ（CBC）         | TBS系列                       | 月曜 26:21 - 26:51 | 5日遅れ   |
| 広島県         | 広島ホームテレビ（HOME） | テレビ朝日系列                | 月曜 25:55 - 26:25 | 5日遅れ   |
| 群馬県         | 群馬テレビ（GTV）        | JAITS                         | 火曜 24:00 - 24:30 | 6日遅れ   |
| 青森県         | 青森テレビ（ATV）        | TBS系列                       | 火曜 25:16 - 25:46 | 6日遅れ   |
| 石川県         | 北陸朝日放送（HAB）      | テレビ朝日系列                | 火曜 25:30 - 26:00 | 6日遅れ   |
| 静岡県         | 静岡第一テレビ（SDT）    | 日本テレビ系列                | 火曜 25:34 - 26:04 | 6日遅れ   |
| 沖縄県         | 琉球朝日放送（QAB）      | テレビ朝日系列                | 火曜 25:50 - 26:20 | 6日遅れ   |

### CS衛星放送（スカパー!など）
| 放送対象地域 | 放送局                 | 放送日時           | 遅れ |
| ------------ | ---------------------- | ------------------ | ---- |
| 日本全国     | Music Japan TV（MJTV） | 木曜 24:30 - 25:00 | 不明 |

### 過去の放送局
下記2局は、いずれもCBCテレビでの放送が行われているため、番組自体は該当地域の地上波で引き続き視聴可能であった。
| 放送対象地域 | 放送局            | 系列  | 放送日時           | 放送日の遅れ | 放送期間                      | 備考            |
| ------------ | ----------------- | ----- | ------------------ | ------------ | ----------------------------- | --------------- |
| 三重県       | 三重テレビ（MTV） | JAITS | 火曜 26:20 - 26:50 | 6日遅れ      | 2012年4月10日 - 2014年9月30日 | CBCテレビに移行 |
| 岐阜県       | ぎふチャン（GBS） | JAITS | 金曜 25:45 - 26:15 | 2日遅れ      | 2012年4月5日 - 2014年12月26日 | CBCテレビに移行 |

## テーマソング

### オープニング
2012年
- 4月 Sonar Pocket「月火水木金土日。～君に贈る歌～」
- 5月 Rake「素晴らしき世界」
- 6月 KREVA「OH YEAH」
- 7月 CLIFF EDGE「サヨナラ I Love You feat. jyA-Me」
- 8月 倉木麻衣「恋に恋して」
- 9月 NO DOUBT FLASH「HIGH ROLLER」
- 10月 CLIF EDGE「誓い」
- 11月 BOYFRIEND「キミとDance Dance Dance」
- 12月 ドレスコーズ「Lolita」

2013年
- 1月 BREAKERZ「RUSTY HEARTS」
- 2月 倉木麻衣「TRY AGAIN」
- 3月 BOYFRIEND「瞳のメロディ」
- 4月 新山詩織「ゆれるユレル」
- 5月 CLIF EDGE｢壊れるくらいに I Love You｣
- 6月 ティーナ・カリーナ「あかん」
- 7月 B'z「ユートピア」
- 8月 DAIGO「無限∞REBIRTH」
- 9月 BOYFRINED「CODE NAME；SPY GET LOVE」
- 10月 KNOCK OUT MONKEY「Paint it Out!!」
- 11月 MUSCLE ATTACK「RUNNER'S HIGH」
- 12月 SHINee「3 2 1」

2014年
- 1月 DAIGO「いま逢いたくて…」
- 2月 KREVA「トランキライザー」
- 3月 DAIGO（アルバム「DAIGOLD」より週替わり）
- 4月 E-girls「RYDEEN ～Dance All Night～」
- 5月 BOYFRIEND「スタートアップ!」
- 6月 滴草由実「Rainy」
- 7月 7!!（セブンウップス）「Myダーリン」
- 8月 KNOCK OUT MONKEY「Greed」
- 9月 CNBLUE「RADIO」
- 10月 倉木麻衣（ベストアルバム「MAI KURAKI BEST 151A -LOVE & HOPE-」より週替わり）
- 11月 KNOCK OUT MONKEY「How long?」
- 12月 DAIGO（ライブDVD「DAIGO LIVE TOUR 2014 “DAIGOLD” FINAL at TOKYO DOME CITY HALL 0429」）より週替わり

2015年
- 1月 黒木渚「虎視眈々と淡々と」
- 2月 AKIHIDE「月と星のキャラバン」
- 3月 MUSCLE ATTACK「クライボーイ」
- 4月 SCREEN mode「アンビバレンス」
- 5月 BREAKERZ「WE GO」
- 6月 新山詩織（アルバム「ハローグッバイ」より週替わり）
- 7月 蓮花「if〜ひとり思う〜」
- 8月 アンティック-珈琲店-「千年DIVE!!!!!」
- 9月 La PomPon「謎」
- 10月 UMI☆KUUN「I am Just Feeling Alive」
- 11月 焚吐「オールカテゴライズ」
- 12月 BREAKERZ「YAIBA」

2016年
- 1月 KNOCK OUT MONKEY「GOAL」
- 2月 新山詩織「隣の行方」
- 3月 La PomPon「運命のルーレット廻して」

### エンディング
2012年
- 4月 Hilcrhyme「内容の無い手紙」
- 5月 B'z「Into Free - Dangan -」
- 6月 MAY'S「SKY」
- 7月 山口活性学園「まろーまいねーむいず」
- 8月 黒崎真音「黎鳴 -reimei-」
- 9月 清春「涙が溢れる」
- 10月 BREAKERZ（ベストアルバム「BREAKERZ BEST 〜SINGLE COLLECTION〜」より週替わり）
- 11月 BOYFRIEND「MY LADY 〜冬の恋人〜」
- 12月 倉木麻衣「儚さ」

2013年
- 1月前半 倉木麻衣「儚さ」
- 1月後半～3月 KNOCK OUT MONKEY「Scream & Shout」
- 4月 KNOCK OUT MONKEY「Climber」
- 5月 新山詩織「ゆれるユレル」
- 6月 AKIHIDE「星の狂想曲」
- 7月 倉木麻衣「Stay by my side」
- 8月 DAIGO「いつも抱きしめて」
- 9月～10月 BOYFRIEND「恋の魔法」
- 11月 BOYFRIEND「Pinky Santa」
- 12月 DAIGO「BUTTERFLY」

2014年
- 1月 滴草由実「Dreaming」
- 2月 J-Min「Sorry」
- 3月 新山詩織「今 ここにいる」
- 4月 ソナーポケット「ai」
- 5月 AKIHIDE「RAIN MAN」
- 6月 SHINee「LUCKY STAR」
- 7月 ソナーポケット「〜最終電車～missing you〜」
- 8月 植田真梨恵「彼に守ってほしい10のこと」
- 9月 倉木麻衣「STAND BY YOU」
- 10月 （コンピレーションアルバム「THE BEST OF DETECTIVE CONAN 5 〜名探偵コナン テーマ曲集5〜」より週替わり）
- 11月 倉木麻衣（ベストアルバム「MAI KURAKI BEST 151A -LOVE & HOPE-」より週替わり）
- 12月 新山詩織「絶対」

2015年
- 1月 KNOCK OUT MONKEY「RIOT」
- 2月 VALSHE「君への嘘」
- 3月 新山詩織「ありがとう」
- 4月 La PomPon「HOT GIRLS」
- 5月 倉木麻衣（ライブDVD「15th Anniversary Mai Kuraki Live Project 2014 BEST“一期一会”～Premium～」より週替わり）
- 6月 VALSHE（アルバム「ジツロク・クモノイト」より週替わり）
- 7月 滴草由実「All my life」
- 8月 BREKAERZ（アルバム「0-ZERO-」より週替わり）
- 9月 VALSHE（ベストアルバム「DISPLAY -Now & Best-」より週替わり）
- 10月 La PomPon「ヤダ!嫌だ!ヤダ! ～Sweet Teens ver.～」
- 11月 トゥライ「ブラックボックス」
- 12月 焚吐「オールカテゴライズ」

2016年
- 1月 倉木麻衣（LIVE DVD & Blu-ray「Mai Kuraki Symphonic Live -Opus 3-」より週がわり）
- 2月 ViCTiM「ゼロサム・ゲーム」
- 3月 アンティック-珈琲店-「JIBUN」